# Liaison sud-ouest rapide
La LISOR (Liaison sud-ouest rapide) numérotée 6 est une ancienne ligne qui faisait partie du réseau de bus de l'agglomération de Rouen. Inaugurée le 5 avril 2002, les véhicules circulaient en partie en site propre pour former une liaison rapide entre les communes du sud ouest de l'agglomération rouennaise.
Cette ligne est inspirée du concept du TEOR et bénéficie également d'une livrée spécifique similaire à celle des véhicules TEOR. Cependant l'apparition de la LISOR est passé presque inaperçu lors de son inauguration puisque le TEOR, projet bien plus ambitieux, venait d'être mis en service.
Avec seulement un bus toutes les 12 minutes en heure de pointe et ses couloirs de bus ponctuels, la ligne n'a pas eu le statut de ligne de bus à haut niveau de service.
Après la restructuration du réseau de bus de la TCAR, la signalétique LISOR sur les bus, cartes ainsi qu'aux stations a disparu. La ligne a perdu son intitulé et a gardé uniquement le numéro 6.

## Histoire
- 9 novembre 1998 : lancement du projet LISOR.
- 20 mai 1999 : arrêté préfectoral de prescription de l’enquête publique préalable.
- Du 7 juin au 9 juillet 1999 : enquête publique sur la réalisation de LISOR.
- 11 octobre 1999 : la Communauté de l'agglomération rouennaise reçoit l'autorisation d’engager la réalisation.
- 2 juillet 2000 : prise de possession du site propre.
- 26 juillet 2000 : début des travaux et de l'aménagement des couloirs de bus.
- 29 juin 2001 : avancement des travaux à 75 %.
- 5 avril 2002 : inauguration de LISOR
- 8 janvier 2007 : la TCAR restructure son réseau de bus, la tracé de la ligne 6 est modifié sur le territoire de la ville de Grand-Quevilly.

## Financement
Chiffres exprimés en millions d'euros hors taxes

Coût total du projet : 11 millions d'euros HT, dont 5,49 financés par la CAR.
- Subventions (total de 5,47 M€ HT) :
  - Communes : 1,27
  - Département Seine-Maritime : 1,07
  - État : 1,06
  - Région Haute-Normandie : 0,96
  - FEDER : 0,76
  - Concessionnaires : 0,35

## Tracé
Des travaux d'aménagements ont été réalisés entre Grand-Quevilly et La Bouille sur 12 km, entre autres pour faciliter le passage des bus. Ceux-ci comprenaient l'aménagement des stations et surtout la réalisation d'un site propre de 1,5 km de long passant sous la voie rapide sud III. Le but était surtout de donner un accès direct au terminus du métro au terminus Georges Braque depuis les communes de Petit-Couronne et Grand-Couronne. D'autres travaux d'aménagement du paysage urbain ont été effectués dans les communes traversées (améliorations des voies, enfouissements de réseaux (câbles EDF et France Télécom), réfection des trottoirs, aménagement des abords de station, plantation d’arbres, d’arbustes, terre-plein ou talus paysager, de nouveaux lampadaires, mise en valeur de certains quartiers...)
L'ajout de la ligne LISOR a transformé la station Georges Braque en pôle d'échange Métro - LISOR.

## Exploitation

### Fréquences
Les premiers bus circulaient à partir de 6h et les derniers départs avaient lieu vers 21h.
- Fréquence en heures de pointe : un bus toutes les 12 minutes.
- Fréquence en heures creuses : un bus toutes les 18 minutes[2].

Le terminus commun avec la ligne de métro Georges Braque donnait lieu à une correspondance avec une rame sur deux.

### Tarification
La tarification des trois lignes TEOR est identique à celle des autres lignes de métro et bus exploitées par la TCAR et elles sont accessibles avec les mêmes abonnements. Un titre de transport permet de voyager pendant une heure à partir de la première validation, quelle que soit la distance avec une à 6 correspondances avec les lignes de bus et de métro.

## Matériel roulant

### Setra S300NC
Les Setra S300NC sont équipés de plancher bas permettant un accès simplifié aux personnes à mobilité réduite par la porte avant des bus.

### Mercedes-Benz O 405 N
Les Mercedes-Benz O 405 N sont équipés de plancher bas permettant un accès simplifié aux personnes à mobilité réduite.
- Constructeur : EvoBus
- Longueur : 11,7 m
- Largeur : 2,5 m
- Hauteur : 2,93 m
- Nombres de cylindres : 6
- Puissance : 157 kW /214 ch
- Moteur : MB-011 447 h Diesel

## Stations
Les stations de la LISOR étaient aménagées pour les personnes à mobilité réduite grâce à des quais rehaussés (identiques aux quais du TEOR et du métro), des rampes d'accès et des bandes podotactiles. Les stations étaient équipées d'une signalétique spécifique dont l'esthétique rappelait le TEOR (fond bleu, écritures blanches).

## Disparition de la LISOR
À son inauguration, le site propre réalisé pour LISOR a aussi servi à la ligne 27. Le 8 janvier 2007, lors de la restructuration du réseau, toute référence à LISOR a disparu des documents de la TCAR, qui s'est définitivement confondu avec la ligne 6. Il faut aussi noter que depuis cette date, le site propre servait également à la ligne de bus 31.
Aujourd'hui, la ligne 6 qui desservait Rouen, Petit-Quevilly, Grand-Quevilly, Petit-Couronne et Grand-Couronne a été remplacée par la ligne F6 en septembre 2022, desservant désormais Grand Couronne, Petit Couronne, Grand Quevilly et Saint-Étienne-du-Rouvray. La ligne est exploitée par TNI, les véhicules affécté sont des Irisbus Citelis 12 et des Mercedes-Benz Citaro C2 €5.